# Parasocial interaktion

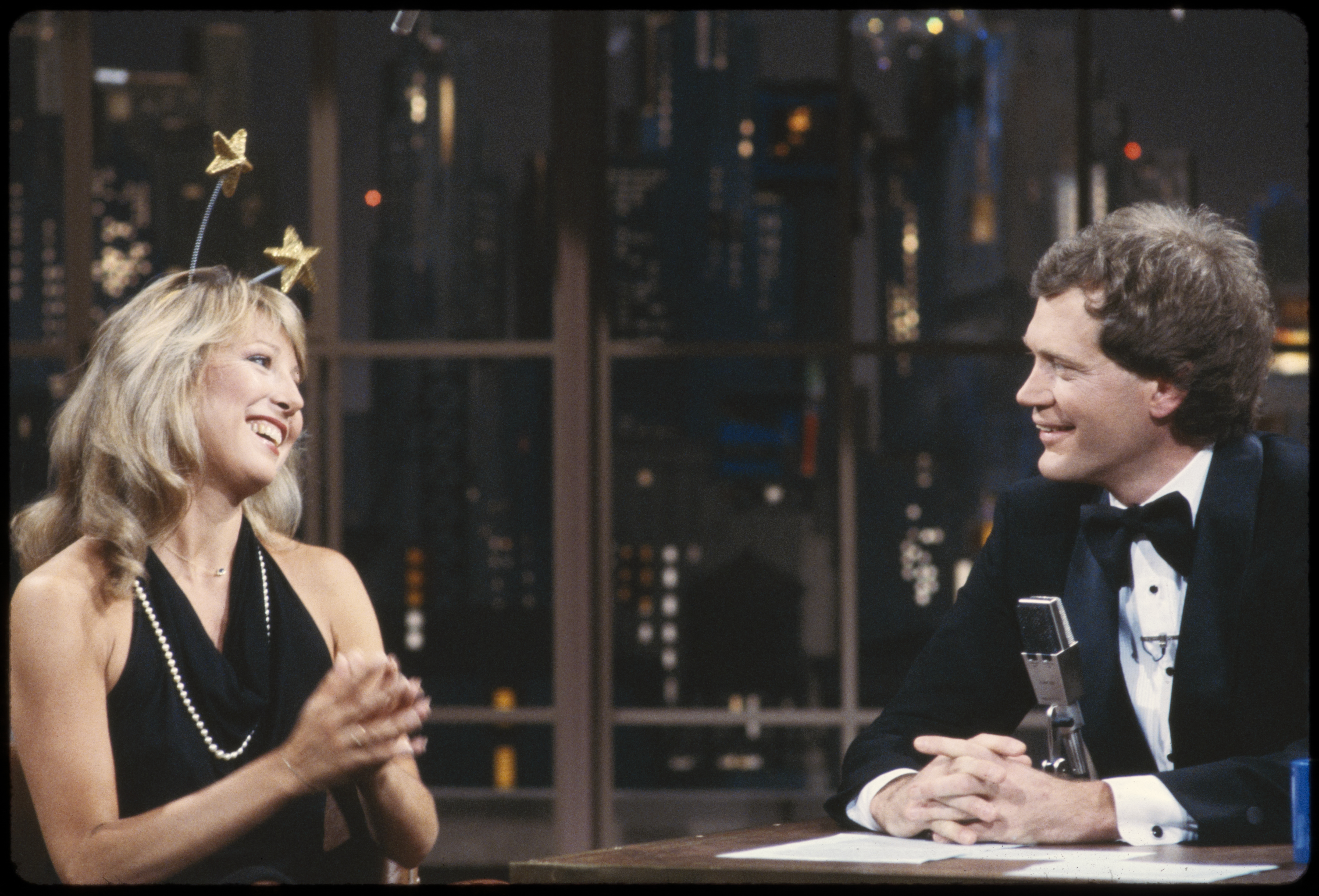
TV-tittare kan utveckla en parasocial relation till kändisar eller programledare på TV (som här Teri Garr och David Letterman).

Begreppet parasocial interaktion (PSI) syftar på en sorts social relation som en publik upplever i förhållande till personer som återkommande syns i etermedier eller på Internet. Detta fenomen är kopplat till en inbillad och i praktiken ensidig relation till andra människor, vanlig i sociala medier eller i relation till människor som man följer via TV. En parasocial interaktion kan med tiden utvecklas till en parasocial relation. 
Den engelska termen parasocial interaction myntades 1956 av sociologerna Donald Horton och Richard Wohl. Ett talesätt som syftar på en liknande enkelriktad relation är "alla känner apan, apan känner ingen".

## Funktion och utveckling
Tittare och lyssnare tenderar att betrakta mediepersonligheter som vänner, trots att de har fåtaliga eller inga interaktioner med dem. PSI kan beskrivas som en illusorisk upplevelse, där publiken interagerar med en persona, en individ (inklusive pratshowvärdar, "kändisar" av olika slag, skådespelare i sina roller i en TV-serie och influerare) som i sin yrkesroll ofta har betalt för att locka en så stor publik som möjligt och presentera sig så "personligt" som rimligt och lämpligt. 
Den parasociala interaktionen utvecklas till en parasocial relation efter upprepad exponering för en mediepersona, där konsumenten får en illusion av intimitet, vänskap och identifikation. Positiv information om mediepersonan resulterar i ökad dragning till personen, och relationen utvecklas vidare. En parasocial relation förstärks genom förtroende och visad öppenhet hos mediepersonan.
Massmediekonsumenter är ofta lojala och känner sig direkt berörda av en persona som man följer genom massmediekanaler. Konsumenten observerar och tolkar dess utseende, gester, röst, repliker och övrigt beteende. En sådan persona utövar ett ansenligt inflytande – positivt eller negativt – över massmediekonsumenter, angående tolkningen av olika ämnen eller i många fall även konsumentens inköpsbeteende. Detta inkluderar påverkan på minderåriga.
Sociala medier kan göra parasociala relationer intensivare, eftersom de ger fler möjligheter till intim, ömsesidig och regelbunden kommunikation mellan användaren och personan. Dessa virtuella interaktionen kan inkluderar kommentarer, följande, gillande och direktmeddelanden. Regelbundenheten i denna interaktion kan också ge en mer intim känsla hos konsumenten. Den parasociala interaktionen anses spela stor roll för populariteten hos Onlyfans, ett socialt medium där det sexuella innehållet oftast bara är en del av vad konsumenten betalar för.

## Effekter
Parasocial interaktion och dito relationer beskrivs ofta utifrån problematiserande och negativa utgångspunkter, eftersom det handlar om att bygga en illusion och något som endast liknar en normal ömsesidig relation. PSI kan dock även ge positiva effekter, där den medierade personan kan fungera som en social förebild och en lättnad i en persons sociala isolering. Här fungerar relationen på ett liknande sätt som den mellan en idol och ett fan, en relation som är uppenbart ojämlik och ytlig men trots det kan ge positiva sociala och psykologiska effekter för en individ.